# Haylan
Haylan, ( somali : Heylaan ), est une ville située dans la région de Sanaag, dans le nord de la Somalie et dans le nord-ouest du Somaliland.  

## Aperçu
Haylan est une ancienne ville comportant de nombreuses ruines et bâtiments anciens, dont les origines sont encore floues. Le Somaliland en général abrite de nombreux sites archéologiques de ce type. Cependant, bon nombre de ces anciennes structures doivent encore être explorées correctement, ce qui aiderait à éclairer davantage l'histoire locale et à faciliter sa conservation. 
Située près de Badhan, la ville est l'endroit où le Cheikh Darod, le père fondateur du clan Darod, a vécu et a été enterré. Cheikh Darod aurait vécu entre le 8 et le 9esiècle L'épouse de Cheikh Darod, Dobira, est également enterrée ici. Dobira serait la fille du chef du clan Issaq de l'époque. La présence de ces deux tombes font de Haylan un lieu de pèlerinage assez fréquenté.

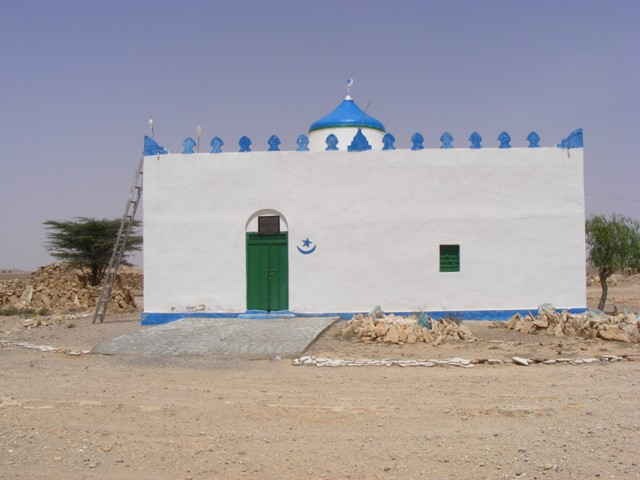
Tombeau du Cheikh Darod, à la sortie de la ville

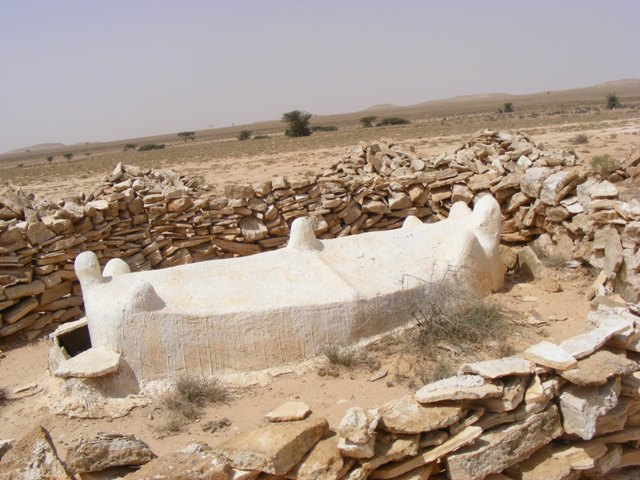
Tombe de Dobira, épouse du Cheikh Darod

## Divisions administratives
En 2006, la région autonome du Puntland, dans le nord-est de la Somalie, a créé une nouvelle province homonyme à Haylan, dont la capitale est Dhahar. La nouvelle province borde Bari à l'est, Karkaar au sud et Sanaag à l'ouest. Néanmoins, ni la Somalie, ni le Somaliland ne reconnaissent cette province. 
La province de Haylan comprend quatre districts: 
- Bourane
- El Ayo
- Dhahar
- Hingalol

## Voir également
- El Ayo
- Qa’ableh
- Qombo'ul
- Maydh